# Gompholobium latifolium
Gompholobium latifolium là loài cây bụi nhỏ, đặc hữu của Úc. Loài này thuộc họ Fabaceae, được James Edward Smith miêu tả lần đầu vào năm 1805.